# Мэннинг, Брайан
| Открытые астероиды: 19 | Открытые астероиды: 19 |
| ---------------------- | ---------------------- |
| 4506 Hendrie           | 24 марта 1990          |
| 4751 Alicemanning      | 17 января 1991         |
| 6156 Dall              | 12 января 1991         |
| 6191 Eades             | 22 ноября 1989         |
| 7239 Mobberley         | 4 октября 1989         |
| 7465 Munkanber         | 31 октября 1989        |
| 7519 Paulcook          | 31 октября 1989        |
| 7573 Basfifty          | 4 ноября 1989          |
| 8166 Buczynski         | 12 января 1991         |
| 8545 McGee             | 2 января 1994          |
| 8914 Nickjames         | 25 декабря 1995        |
| 10381 Malinsmith       | 3 сентября 1996        |
| 10515 Old Joe          | 31 октября 1989        |
| 10538 Torode           | 11 ноября 1991         |
| (15347) 1994 UD        | 26 октября 1994        |
| 24728 Scagell          | 11 ноября 1991         |
| (52633) 1997 WL23      | 30 ноября 1997         |
| (69273) 1989 TN1       | 4 октября 1989         |
| (100690) 1997 YY6      | 25 декабря 1997        |

Брайан Мэннинг (англ. Brian G. W. Manning; 12 мая 1926 — 12 ноября 2011) — британский астроном и первооткрыватель астероидов, который работал в обсерватории «Stakenbridge» (IAU-Code 494), расположенной в графстве Вустершир. В период 1989 по 1997 год им было обнаружено в общей сложности 19 астероидов.
Брайан Мэннинг родился в 1926 году в городе Бирмингем, Западный Мидленд. Свою карьеру начал с профессии чертёжника, но позднее переехал в Бирмингемский университет, где работал в качестве метролога. Свой первый телескоп построил во время Второй мировой войны из осколка стекла выбитого немецкой бомбой с крыши завода, где работал его отец.
В 1990 году был удостоен премии Британской астрономической ассоциации  (англ.).
В знак признания заслуг Брайана Мэннинга одному из астероидов было присвоено его имя (3698) Мэннинг.